# Rijksbeschermd gezicht Blokzijl
Gezicht Blokzijl is een van rijkswege beschermd stadsgezicht in Blokzijl in de Nederlandse provincie Overijssel. De procedure voor aanwijzing werd gestart op 2 november 1971. Het gebied werd op 18 april 1973 definitief aangewezen. Het beschermd gezicht beslaat een oppervlakte van 33,7 hectare.
Panden die binnen een beschermd gezicht vallen krijgen niet automatisch de status van beschermd monument. Wel zal de gemeente het bestemmingsplan aanpassen om nieuwe ontwikkelingen in het gebied te reguleren. De gezichtsbescherming richt zich op de stedenbouwkundige en cultuurhistorische waardering van een gebied en wil het toekomstig functioneren daarvan veiligstellen.